# Eryx linxiaensis
Eryx linxiaensis — викопний вид змій з сучасного роду удавчик (Eryx) родини удавових, що існував в Східній Азії у пізньому міоцені. Описаний у 2023 році.

## Скам'янілості
Частковий скелет викопної змії знайдено у відкладеннях формації Люшу басейну Лінься в провінції Ганьсу на півночі Китаю. Матеріал зберігає рідкісні черепні матеріали піднебінно-щелепної дуги, на додаток до серії хребців.

## Опис
Eryx linxiaensis відрізняється від спорідненого виду комбінацією ряду морфологічних ознак, включаючи злегка дорсовентрально потовщену передню частину верхньої щелепи, одинадцять верхньощелепних зубів, що зменшуються в розмірах ззаду, більше п'яти крилоподібних зубів, відносно подовжені середні тулубові хребці з явним гемальним кілем на центр і коротка нервова шипа без потовщеного дорсального краю. Множинні лінійні регресії вимірювань чотирьох хребців порівняно з розміром тіла наявних зразків із використанням алометричної моделі дають оціночну мінімальну загальну довжину тіла бл. 694 мм.

## Філогенетика
Комбінований філогенетичний аналіз остеологічних, екологічних і молекулярних даних розміщує цей вимерлий вид у коронній кладі Eryx як сестринський вид африканського Eryx colubrinus із середнім часом розбіжності, який становить ~8,1 млн років.